# تین یدوای
تین یدوای (کرواتی: Tin Jedvaj؛ زاده ۲۸ نوامبر ۱۹۹۵) بازیکن فوتبال اهل کرواسی است.